# クリス・ブラックウェル
クリス・ブラックウェル (Chris Blackwell、1937年6月22日 - ) は、イギリス（イングランド）生まれの音楽プロデューサー、経営者、篤志家。レコード会社の一つであるアイランド・レコード（以下「アイランド」）の創業者である。2001年にはレゲエを世界中に広めた功績を称えられロックの殿堂入りを果たしており、イギリスでは音楽業界において最も大きな影響力を持つ人物の一人として知られている。
ブラックウェルは1959年にジャマイカでアイランドを設立し、後にスカへと発展するジャマイカのポピュラー音楽制作に関わっていた。1962年にはイギリスへ移り、ジャマイカ移民コミュニティへのレコード販売を通してジャマイカ音楽を初めてジャマイカ国外に紹介した。アイランドは1970年代以降ボブ・マーリー&ザ・ウェイラーズやU2、グレイス・ジョーンズら所属アーティストの商業的成功によって徐々にビジネスを拡大させていった。
アイランド退社後はアイランドACTS、オラカベッサ基金、メアリー・ヴィンソン・ブラックウェル基金、ジャマイカ自然保護トラストといったフィランソロピー団体を運営している。

## 来歴

### 出生から青年期
ブラックウェルはロンドンでアイルランド人の父と、コスタリカ出身のセファルディム系ユダヤ人の母との間に生まれた。父ジョセフはクロス・アンド・ブラックウェル社の創始者の一人トーマス・ブラックウェルの子孫で、食品や調味料の販売を行っていた。ジャマイカに先祖を持つ母ブランチは、小説家のイアン・フレミングの恋人だったことがあり、ジェームス・ボンドシリーズの『ゴールドフィンガー』に登場するキャラクター、プッシー・ガロアは彼女をモデルにしているという説がある。また、ブランチはジャマイカのセント・メアリー教区オラカベッサ (Oracabessa) 近郊に数千エーカーの土地を所有しており、後にフレミングと俳優のノエル・カワードに売却した。
ブラックウェルは生後6ヶ月でジャマイカに移り、幼少期をジャマイカで過ごしたが、就学年齢になるとイギリスのハーロー校に入学した。ブラックウェルは同校卒業後大学受験に失敗したため、ジャマイカ総督ヒュー・フット (Hugh Foot) 卿の副官となるためにジャマイカに戻った。1957年、フットがキプロスへ転任するとブラックウェルはジャマイカに残った。母親から少々の小遣いを貰っていたため、アパートを借り一人暮らしをすることが出来ていたブラックウェルは、不動産業やジュークボックス販売などのビジネスをはじめた。このジュークボックス販売業の結果、ブラックウェルはジャマイカの音楽家達とのつながりを深めていった。
また、1958年には自身が乗船するボートがヘルシャ・ビーチ (Hellshire Beach) 付近で座礁してしまい、熱中症になったところをラスタファリアンに助けられた。ブラックウェルはこの一件を期にラスタファリ文化をヨーロッパに伝えることを決意した。

### アイランド・レコード設立
ブラックウェルは1959年、22歳のとき1000ドルを投資しアイランド・レコードを創立する。社名はアレック・ウォー (Alec Waugh) の小説『Island in the Sun』から採ったものであった。アイランドからの最初の作品はバミューダ出身のピアニストであるランス・ヘイワード (Lance Hayward) のアルバムであった。1960年にはローレル・エイトケン (Laurel Aitken) の「Boogie in my Bones / Little Sheila」が同レーベルからの作品として初めてジャマイカのヒットチャート1位を記録した。
アイランドは1962年には26枚のシングルと2枚のアルバムを発表するまでに成長していた。これらのヒットと、イアン・フレミング原作の映画『007 ドクター・ノオ』のジャマイカでのロケーション・ハンティングを担当し資金を得たことから、ブラックウェルは更なる事業拡大のため、本社をイングランドに移転することを決意した。

### 再びイングランドへ
アイランドはイングランドにおけるジャマイカ音楽というニッチ市場を開拓することに成功し、ジャマイカからのマスターテープ版権ビジネスを拡大させていった。中でも1964年、当時15歳のミリー・スモール (Millie Small) がスカのリズムに乗せて歌ったシングル「My Boy Lollipop」は世界で600万枚を超えるヒット作となり、アイランドは一躍欧米のポピュラー音楽シーンから注目を浴びることとなった。
ブラックウェルはこの時期のことを以下のように回想している。
| 「 | 僕はアイランドの方向性が間違いじゃないって信じてたから、宣伝に莫大な投資をした訳じゃないんだ。当時他のインディペンデント・レーベルはここぞって時にレコード工場に支払いをする事が難しかったから、なかなかヒットを出せずに苦労してた。そこで僕はフィリップス傘下のフォンタナとライセンス契約を結んだんだ。そして「My Boy Lollipop」が世界中で大ヒットして、ミリーの面倒を見ようと思ってた僕はどこまでも彼女に付いて行ったんだ。それが僕が音楽業界に認められるようになったきっかけさ。僕にとってラッキーだったのはバーミンガムでのテレビ・ショーでスティーヴ・ウィンウッドとスペンサー・デイヴィス・グループに会えた事だった。それから僕はバーミンガムで多くの時間を過ごすようになった。まったく新しい音楽シーンが生まれようとしてたんだ。 | 」 |

ブラックウェルはウィンウッドとスペンサー・デイヴィス・グループを見出して以来、トラフィック、スプーキー・トゥース、キング・クリムゾン、フリー、ジョン・マーティン 、ニック・ドレイク、フェアポート・コンヴェンション、スパークス、エマーソン・レイク・アンド・パーマー、U2など多くのロック系アーティストと契約を結んでいった。それによってアイランドは1960年代から1980年代にかけて最も成功したインディペンデント・レーベルの一つとなった。
アイランドの成功の要因をブラックウェルは以下のように解説している。
| 「 | メジャーレーベルはスーパーマーケットだけど、アイランドはとても洗練されたデリカテッセンだったからじゃないかな。 | 」 |

アイランドとブラックウェルは才能あるアーティストを見つけるだけでなく、彼らを育てること、さらに流行を生み出す能力にも長けていた。また、ボブ・マーリー&ザ・ウェイラーズのファースト・アルバム『キャッチ・ア・ファイア』のジッポーライター型ジャケットに代表される斬新なジャケットデザインなど、イメージ戦略にも長けていた。
これについてブラックウェルは以下のように回想している。
| 「 | 僕は、人はカッコいい何かを目に留めた瞬間、その中に何があるのか、つまりどんな音がレコードに刻まれてるのか絶対に気になってしまうものだと思ったんだ。当時は音よりもカバー（ディスクジャケット）の方が注目を浴びる風潮もあったから、カバーが完成した後にレコーディングをやり直した事もあるよ | 」 |

### 事業拡大
アイランドはさらにトロージャン・レコード (Trojan Records、1968年 - 1972年)、クリサリス・レコード (1969年 - 1976年)、ヴァージン・レコード (1972年 - ?)、スー・レコード (Sue Records、1964年 - ?) と契約し、これらのレーベルの作品を配給した。
アイランドは1972年にはジミー・クリフ主演の『ハーダー・ゼイ・カム (The Harder They Come)』で映画界にも進出した。同作は世界各国に流通した初のジャマイカ映画だった。同年、ブラックウェルはジャマイカをはじめとした第三世界の音楽専門のレーベル、マンゴ・レコードを立ち上げた。マンゴではバーニング・スピア、ブラック・ウフル、サード・ワールド、サリフ・ケイタ、バーバ・マール (Baaba Maal)、アンジェリーク・キジョー、キング・サニー・アデなどのアーティストを配給した。
ブラックウェルの特筆すべき業績のひとつは、ジャマイカのウェイラーズ（ボブ・マーリー&ザ・ウェイラーズ）を発掘し、世界の音楽ファンのレゲエへの関心を集めたことである。ブラックウェルはウェイラーズがファースト・アルバムを作る際には、1958年にラスタファリアンに助けられた恩を返すつもりで多額の金銭的支援を行った。この誠意によってマーリーとブラックウェルの信頼関係は深まり、ボブ・マーリー&ザ・ウェイラーズとアイランドは双方とも長期にわたる成功を手にした。
マーリーとの経験についてブラックウェルは次のように証言している。
| 「 | 彼（マーリー）はそれまでの黒人スターの様にではなく、ロックスターのような売り出し方をすべきだという僕の直感を信じてくれたんだ。彼の音楽は荒く、生々しく、エキサイティングなものだけど、それまでのアメリカのブラックミュージックといったら、ジェームス・ブラウン以外は皆スムースで落ち着いた雰囲気のものばかりだった。ボブもその辺の感覚には鋭いものを持ってたから、僕の事を信頼してくれたんだろうね。 | 」 |

1970年代から1990年代にかけてブラックウェルが発掘したロック系アーティストはキャット・スティーヴンスやグレイス・ジョーンズ、メリッサ・エスリッジ (Melissa Etheridge)、トム・ウェイツ、クランベリーズ、リチャード・トンプソン、PJ ハーヴェイらである。
1977年にはバハマのナッソーにコンパス・ポイント・スタジオを建設した。

### アイランド退社後
ブラックウェルは1989年にはアイランド株をポリグラムへ売却し、1997年にアイランドを退職した。アイランドは同社の子会社となった後、1998年にはユニバーサルミュージック傘下となった。
ブラックウェルはアイランドを売却する一方、1998年には新たに音楽・映画・DVD製作を行うベンチャー企業パーム・ピクチャーズ (Palm Pictures)を設立した。同年、ブラックウェルはさらにライコディスクを3千5百万ドルで吸収合併し、ライコパームを設立した。
イアン・フレミングのかつての邸宅「ゴールデンアイ (Goldeneye)」の現在のオーナーでもあるブラックウェルは、1990年代初頭にジャマイカ、バハマ、マイアミでリゾートホテル・コテージなどを経営するアイランド・アウトポスト社を設立した。
2001年にはレゲエを世界中に広めた功績を称えられロックの殿堂入りを果たした。
2009年4月に開かれたアイランド50周年では式典に招待され、中央に着席した。その様子を伝えたイギリスの音楽誌『ミュージックウィーク (Music Week)』はブラックウェルを「過去50年間でイギリスの音楽業界に最も影響を与えた人物」と紹介した。